# Australian Broadcasting Corporation

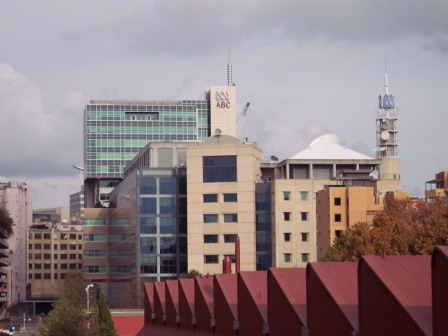
Australian Broadcasting Corporation (ABC), Hauptsitz in Sydney (2006)

Die Australian Broadcasting Corporation (ABC) ist eine öffentlich-rechtliche Rundfunkgesellschaft in Australien, die mehrere Fernseh- (unter anderem ABC, ABC Comedy, ABC Me, ABC Kids und ABC News) und Hörfunksender (Radio National, News Radio, Radio Australia, Triple J und Double J, ABC Classic, ABC Jazz, ABC Grandstand sowie diverse Local Radios) betreibt.

## Geschichte
Das Unternehmen wurde 1929 zunächst als privater Hörfunksender unter dem Namen Australian Broadcasting Company gegründet und 1932 von der australischen Regierung unter dem Namen Australian Broadcasting Commission übernommen. Mit dem Australian Broadcasting Act erhielt die ABC im Jahre 1942 die Möglichkeit, unabhängig von Regierungsvorgaben über die Sendung politischer Reden zu entscheiden. 1956 begann man mit der Ausstrahlung eines Fernsehprogramms, und bis 1971 gab es in jedem Bundesstaat eigene TV-Stationen. Im Jahr 1975 wurde in Australien das Farbfernsehen eingeführt. Durch eine weitere Namensänderung erhielt die Rundfunkgesellschaft am 1. Juli 1983 schließlich ihren heutigen Namen Australian Broadcasting Corporation. Das digitale Fernsehen startete im Jahr 2001, das digitale Radio und ein Video-on-demand-Onlinedienst (iview) wurden 2009 eingeführt.

## Australia Network
Im Dezember 2011 entschied die australische Regierung, das Auslandsfernsehen Australia Network auf Dauer durch die öffentlich-rechtliche Rundfunkanstalt ABC betreiben zu lassen. An dem vorhergehenden komplizierten und umstrittenen Bieterverfahren hatte sich neben der ABC auch Sky News beteiligt.